# Grand Prix San Marino 1996

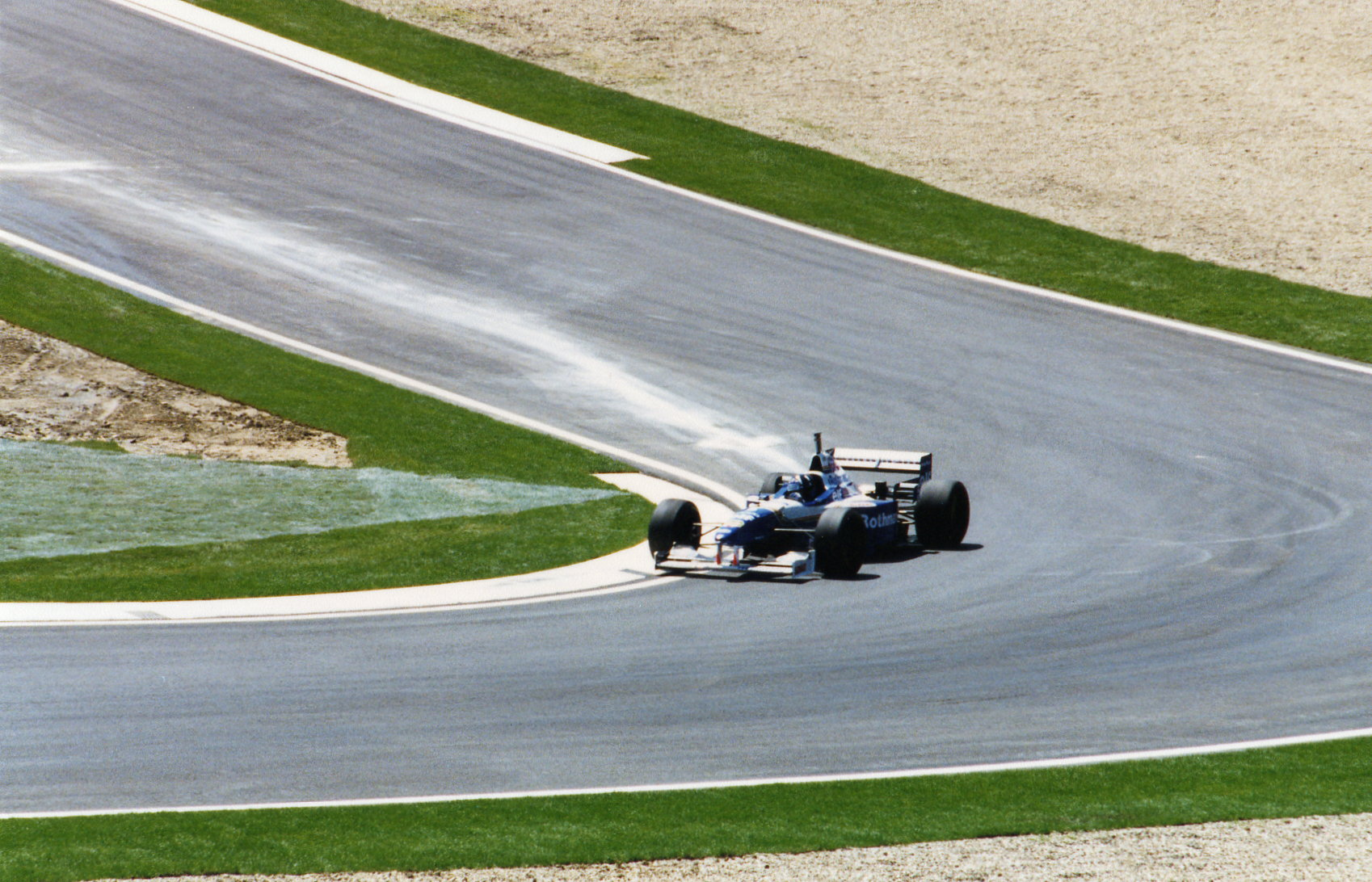
Damon Hill podczas treningu

Wyniki Grand Prix San Marino, piątej rundy Mistrzostw Świata Formuły 1 w sezonie 1996.

## Kwalifikacje

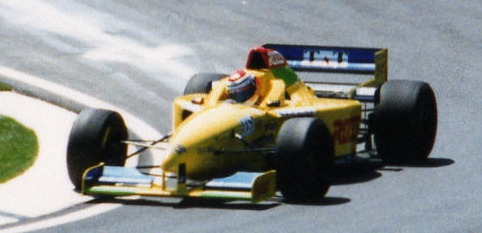
Andrea Montermini w czasie treningu na Grand Prix San Marino 1996

| P                       | Nr | Kierowca              | Konstruktor(-silnik) | Opony | Czas     | Odstęp   | Strata   |
| ----------------------- | -- | --------------------- | -------------------- | ----- | -------- | -------- | -------- |
| 1                       | 1  | Michael Schumacher    | Ferrari              | G     | 1:26.890 | -        | -        |
| 2                       | 5  | Damon Hill            | Williams-Renault     | G     | 1:27.105 | 0:00.215 | 0:00.215 |
| 3                       | 6  | Jacques Villeneuve    | Williams-Renault     | G     | 1:27.220 | 0:00.115 | 0:00.330 |
| 4                       | 8  | David Coulthard       | McLaren-Mercedes     | G     | 1:27.688 | 0:00.468 | 0:00.798 |
| 5                       | 3  | Jean Alesi            | Benetton-Renault     | G     | 1:28.009 | 0:00.321 | 0:01.119 |
| 6                       | 2  | Eddie Irvine          | Ferrari              | G     | 1:28.205 | 0:00.196 | 0:01.315 |
| 7                       | 4  | Gerhard Berger        | Benetton-Renault     | G     | 1:28.336 | 0:00.131 | 0:01.446 |
| 8                       | 19 | Mika Salo             | Tyrrell-Yamaha       | G     | 1:28.423 | 0:00.087 | 0:01.533 |
| 9                       | 11 | Rubens Barrichello    | Jordan-Peugeot       | G     | 1:28.632 | 0:00.209 | 0:01.742 |
| 10                      | 15 | Heinz-Harald Frentzen | Sauber-Ford          | G     | 1:28.785 | 0:00.153 | 0:01.895 |
| 11                      | 7  | Mika Häkkinen         | McLaren-Mercedes     | G     | 1:29.079 | 0:00.294 | 0:02.189 |
| 12                      | 12 | Martin Brundle        | Jordan-Peugeot       | G     | 1:29.099 | 0:00.020 | 0:02.209 |
| 13                      | 9  | Olivier Panis         | Ligier-Mugen-Honda   | G     | 1:29.472 | 0:00.373 | 0:02.582 |
| 14                      | 17 | Jos Verstappen        | Footwork-Hart        | G     | 1:29.539 | 0:00.067 | 0:02.649 |
| 15                      | 14 | Johnny Herbert        | Sauber-Ford          | G     | 1:29.541 | 0:00.002 | 0:02.651 |
| 16                      | 18 | Ukyō Katayama         | Tyrrell-Yamaha       | G     | 1:29.892 | 0:00.351 | 0:03.002 |
| 17                      | 10 | Pedro Diniz           | Ligier-Mugen-Honda   | G     | 1:29.989 | 0:00.097 | 0:03.099 |
| 18                      | 20 | Pedro Lamy            | Minardi-Ford         | G     | 1:30.471 | 0:00.482 | 0:03.581 |
| 19                      | 21 | Giancarlo Fisichella  | Minardi-Ford         | G     | 1:30.814 | 0:00.343 | 0:03.924 |
| 20                      | 16 | Ricardo Rosset        | Footwork-Hart        | G     | 1:31.316 | 0:00.502 | 0:04.426 |
| 21                      | 22 | Luca Badoer           | Forti-Ford           | G     | 1:32.037 | 0:00.721 | 0:05.147 |
| Nie zakwalifikowali się |    |                       |                      |       |          |          |          |
|                         | 23 | Andrea Montermini     | Forti-Ford           | G     | 1:33.685 | 0:01.648 | 0:06.795 |
| P                       | Nr | Kierowca              | Konstruktor(-silnik) | Opony | Czas     | Odstęp   | Strata   |

## Wyścig
| P                 | + / – | Nr | Kierowca              | Konstruktor        | Opony | Okr. | Czas / Strata | Komentarz   |
| ----------------- | ----- | -- | --------------------- | ------------------ | ----- | ---- | ------------- | ----------- |
| 1                 | 1     | 5  | Damon Hill            | Williams-Renault   | G     | 63   | 1h35:26.156   |             |
| 2                 | 1     | 1  | Michael Schumacher    | Ferrari            | G     | 63   | +0:16.460     |             |
| 3                 | 4     | 4  | Gerhard Berger        | Benetton-Renault   | G     | 63   | +0:46.891     |             |
| 4                 | 2     | 2  | Eddie Irvine          | Ferrari            | G     | 63   | +1:01.583     |             |
| 5                 | 4     | 11 | Rubens Barrichello    | Jordan-Peugeot     | G     | 63   | +1:18.490     |             |
| 6                 | 1     | 3  | Jean Alesi            | Benetton-Renault   | G     | 62   | +1 okr.       |             |
| 7                 | 10    | 10 | Pedro Diniz           | Ligier-Mugen-Honda | G     | 62   | +1 okr.       |             |
| 8                 | 3     | 7  | Mika Häkkinen         | McLaren-Mercedes   | G     | 61   | +2 okr.       | silnik      |
| 9                 | 9     | 20 | Pedro Lamy            | Minardi-Ford       | G     | 61   | +2 okr.       |             |
| 10                | 11    | 22 | Luca Badoer           | Forti-Ford         | G     | 59   | +4 okr.       |             |
| 11                | 8     | 6  | Jacques Villeneuve    | Williams-Renault   | G     | 57   | +6 okr.       | zawieszenie |
| Niesklasyfikowani |       |    |                       |                    |       |      |               |             |
|                   |       | 9  | Olivier Panis         | Ligier-Mugen-Honda | G     | 54   |               | silnik      |
|                   |       | 18 | Ukyō Katayama         | Tyrrell-Yamaha     | G     | 45   |               | poślizg     |
|                   |       | 8  | David Coulthard       | McLaren-Mercedes   | G     | 44   |               | hydraulika  |
|                   |       | 16 | Ricardo Rosset        | Footwork-Hart      | G     | 40   |               | silnik      |
|                   |       | 17 | Jos Verstappen        | Footwork-Hart      | G     | 38   |               | hydraulika  |
|                   |       | 12 | Martin Brundle        | Jordan-Peugeot     | G     | 36   |               | poślizg     |
|                   |       | 15 | Heinz-Harald Frentzen | Sauber-Ford        | G     | 32   |               | hamulce     |
|                   |       | 21 | Giancarlo Fisichella  | Minardi-Ford       | G     | 30   |               | silnik      |
|                   |       | 14 | Johnny Herbert        | Sauber-Ford        | G     | 25   |               | elektryka   |
|                   |       | 19 | Mika Salo             | Tyrrell-Yamaha     | G     | 23   |               | silnik      |
| P                 | + / – | Nr | Kierowca              | Konstruktor        | Opony | Okr. | Czas / Strata | Komentarz   |

## Najszybsze okrążenie
| Nr | Kierowca   | Konstruktor      | Opony | Czas     | Okr. |
| -- | ---------- | ---------------- | ----- | -------- | ---- |
| 5  | Damon Hill | Williams-Renault | G     | 1:28.931 | 49   |